# Neules

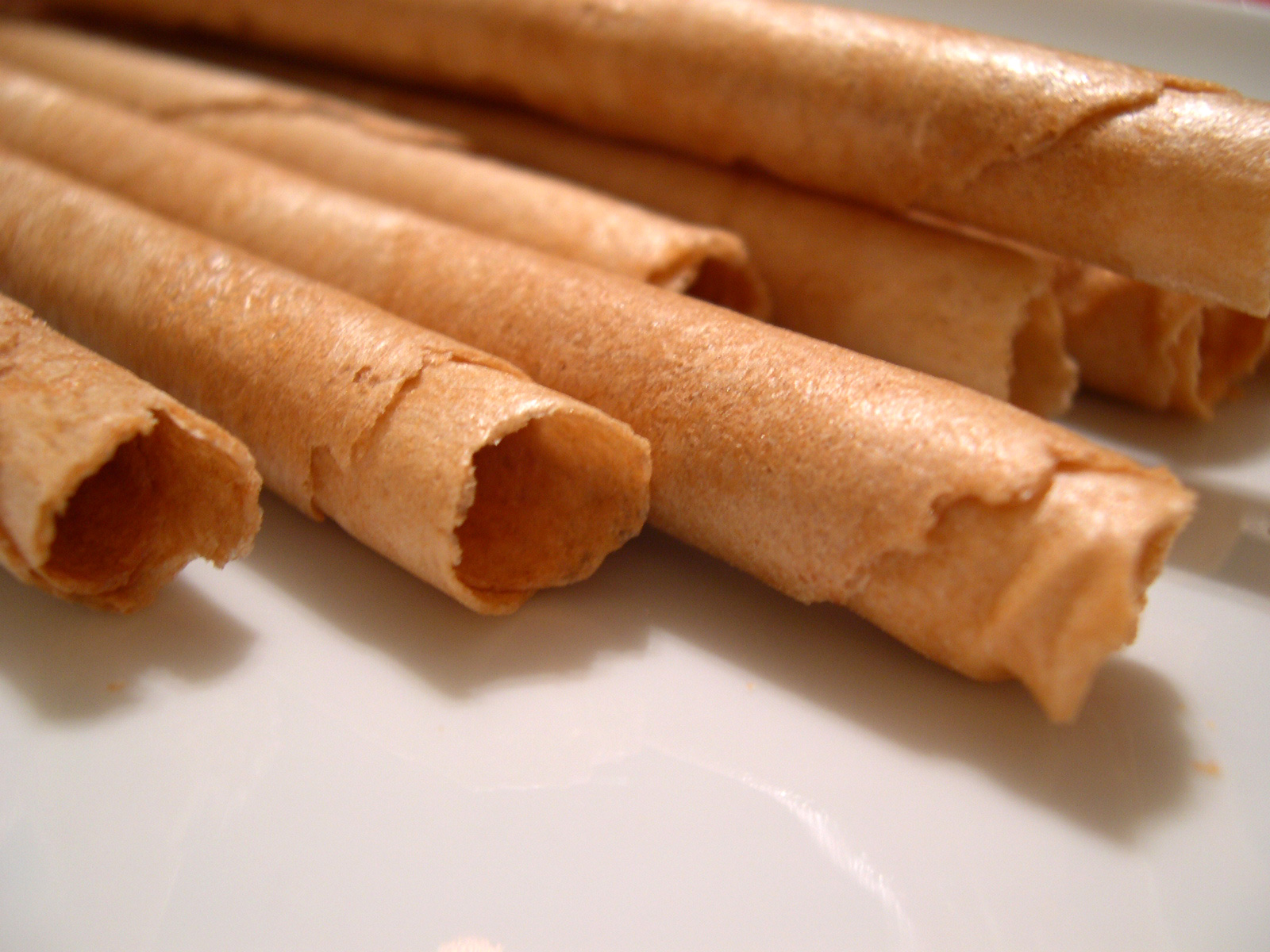
Plusieurs neules.

Les neules sont une mignardise typique de la cuisine catalane qui sont mangées traditionnellement à Noël et qui existaient avant le touron. Aujourd'hui, elles accompagnent encore les tourons et le cava aux fêtes de Noël, en apportant une autre texture, très fine, légère et croustillante. Typiquement, les neules se trempent dans le cava ou le champagne.
Son nom, en singulier neula, vient du latin nebula, « brouillard » en français, justement en référence à sa texture.
Elles sont constituées d'une masse de farine très fine roulée comme un bâton de cannelle et d'environ vingt centimètres de longueur. Aujourd'hui, il existe des versions plus sophistiquées, farcies de touron de Xixona ou courbettes de chocolat, et parfois on les mange pour accompagner des crèmes, comme la crème catalane, et des glaces.
Au centre de l'Espagne, on trouve de gros tubes d'une masse similaire, mais plus épaisse et d'une saveur un peu différente, qui s'appellent barquillos.